# 이준규 (축구 선수)
이준규(2003년 8월 4일 ~ )은 대한민국의 축구 선수로, 포지션은 중앙 미드필더, 공격형 미드필더, 왼쪽 윙어이다. 현재 K리그1 대전 하나 시티즌 소속이다.